# 101 Pułk Ułanów (1939)
101 Rezerwowy Pułk Ułanów – oddział kawalerii Wojska Polskiego w II Rzeczypospolitej improwizowany w trakcie kampanii wrześniowej 1939 roku.

## Formowanie pułku
Formowanie pułku rozpoczęto w Białymstoku od 10 do 11 września 1939 roku na bazie pododdziałów formowanych z oficerów i szeregowych Ośrodka Zapasowego Suwalskiej i Podlaskiej Brygady Kawalerii „Białystok” – „Wołkowysk” oraz szwadronów marszowych formowanych w szwadronach zapasowych garnizonu Białystok. Od 14 września przebywał w Wołkowysku w dalszym ciągu prowadząc pracę organizacyjną. Wchodził organizacyjnie w skład Rezerwowej Brygady Kawalerii „Wołkowysk” pod dowództwem płk. Edmunda Heldut-Tarnasiewicza. Kadra i rezerwiści pułku wywodzili się ze stanów 1 i 2 pułku ułanów, 3 pułku szwoleżerów. Składał się z czterech szwadronów liniowych, szwadronu ckm, plutonu kolarzy, plutonu łączności i szwadronu gospodarczego. Większość jego ułanów stanowili żołnierze rezerwy Podlaskiej i Suwalskiej Brygady Kawalerii. Część ułanów była narodowości białoruskiej. Wartość pułku obniżały konie pozyskane w czasie mobilizacji, jedynie konie 2 szwadronu, przekazane przez szwadron zapasowy 1 pułku ułanów Krechowieckich, miały odpowiednią kondycję. Uzbrojenie pułku składało się z kbk i 6 ckm Maxim, a poczet dowódcy pułku miał jeden karabin przeciwpancerny, ale z małym zapasem amunicji

## Działania bojowe 101 rezerwowego pułku ułanów
Nocą 11/12 września wieczorem pułk wymaszerował w kierunku Grodna przez Dziembrowo, Ostrynię. 16 września 1 szwadron stoczył potyczkę z niemieckimi motocyklistami pod Brzostowicą Wielką. 19 września 2 szwadron pułku stoczył zwycięska walkę z sowieckim pododdziałem piechoty wspartym czołgami. Na noc 20/21 września pułk zatrzymał się w Zabohonnikach i Orechowiczach osłaniając Grodno od wschodu. Do Grodna dotarł o świcie 21 września, wziął udział w jego obronie i walczył z wojskami sowieckimi i dywersantami komunistycznymi. 101 pułk ułanów bronił Grodna od strony szosy skidelskiej. 101 pułk ułanów bronił od wieczora 20 września, do godzin popołudniowych 21  września, południowego odcinka obrony, prawego brzegu Niemna od mostu drogowego do mostu kolejowego, jednocześnie częścią sił patrolował miasto i likwidował grupy dywersantów. Podczas walk o Grodno rtm. Narcyz Łopianowski uszkodził czołg sowiecki z jedynego w pułku karabinu ppanc. wz. 35. Po rozkazie ewakuacji Grodna pułk w kolumnie Rezerwowej BK „Wołkowysk” wieczorem 21 września dotarł do wsi Hoża, podczas ulewnego deszczu przeprawił się nocą 21/22 września przez Niemen i pomaszerował do wsi i folwarku Kodziowce niedaleko Sopoćkiń i o godz.19.00 zajął w niej kwatery. Patrole pułku stwierdziły obecność 7 czołgów sowieckich i piechoty w sąsiedztwie pomiędzy wsią, a folwarkiem na biwaku bez ubezpieczeń. Przedzieliły one pułk na dwa dywizjony, zakwaterowany w folwarku pod dowództwem mjr. S. Żukowskiego i we wsi dowodzonego przez rtm. Narcyza Łopianowskiego. O godz. 21 przez wieś prowadząc ostrzał do budynków przejechały czołgi wroga. Po przygotowaniu jedynej dostępnej broni przeciwpancernej w postaci butelek zapalających z nafty i benzyny, oraz ułożeniu kilku min ppanc. pułk przygotowywał się do walki. O godz.4.00 wojska sowieckie głównie czołgi zaatakowały pozycje 2 i 1 szwadronu, części szwadronu ckm i plutonu pionierów we wsi Kodziowce, natomiast na wojska sowieckie biwakujące w pobliżu wsi uderzył o tej samej godzinie z folwarku ze swoim dywizjonem (3, 4 szwadron, część szwadronu ckm i poczet dowódcy) mjr Stanisław Żukowski. Zacięty nocno-dzienny bój 101 pułku ułanów prowadzony wręcz i na bliskie odległości przyniósł znaczne straty obu stronom boju. Śmiertelnie ranny został dowódca pułku mjr Stanisław Żukowski, polegli dowódca szwadronu ckm rtm. Apoloniusz Ścisłowski i 3 szwadronu por. Stanisław Dobrzański, łącznie poległo około 10–14 ułanów i około 20 rannych oficerów i ułanów. Straty wroga to do 17 czołgów zniszczonych i uszkodzonych oraz około 80 zabitych, rannych i zaginionych. 23 września pułk przekroczył granicę polsko-litewską i został internowany.   

## Obsada personalna pułku we wrześniu 1939
| Obsada personalna pułku we wrześniu 1939           | Obsada personalna pułku we wrześniu 1939 | Obsada personalna pułku we wrześniu 1939 |
| Stanowisko etatowe                                 | Stopień, imię i nazwisko                 | Uwagi                                    |
| -------------------------------------------------- | ---------------------------------------- | ---------------------------------------- |
| dowódca pułku                                      | mjr Stanisław Żukowski                   | †22 IX 1939                              |
| zastępca dowódcy pułku                             | mjr st. sp. Stanisław Siciński           | dowódca pułku od 22 IX 1939              |
| adiutant                                           | rtm. Stanisław Szefer                    |                                          |
| oficer ordynansowy                                 | ppor. rez. Aleksander Dachowski          |                                          |
| kwatermistrz                                       | rtm. Kazimierz Skrzyński                 | †XII 1941 szpital epidemiczny Kujbyszew  |
| oficer żywnościowy                                 | ppor. Janusz Jucewicz                    |                                          |
| oficer materiałowy                                 | ppor. rez. Wincenty Święcicki            |                                          |
| dowódca 1 szwadronu                                | por. Kazimierz Garbacki                  |                                          |
| dowódca 2 szwadronu                                | rtm. Narcyz Łopianowski                  |                                          |
| dowódca 3 szwadronu                                | por. Stanisław Dobrzański (2 puł.)       | †22 IX 1939                              |
| dowódca 3 szwadronu                                | por. Tadeusz Gierycz                     | od 22 IX 1939                            |
| dowódca plutonu                                    | por. Tadeusz Gierycz                     |                                          |
| dowódca plutonu                                    | pchor. rez. Henryk Grzenda               |                                          |
| dowódca 4 szwadronu                                | rtm. Jerzy Bilwin                        |                                          |
| dowódca szwadronu ckm                              | rtm. Apoloniusz Ścisłowski               | †22 IX 1939                              |
| dowódca plutonu pionierów z 11 szwadronu pionierów | rtm. Hipolit Żarski                      |                                          |
| dowódca plutonu kolarzy                            |                                          |                                          |
| pluton łączności                                   | pchor. rez. Jan Rukat                    |                                          |
| nieustalony przydział                              | rtm. st. sp. Marian Wiśniewski           | †1940 Katyń                              |
|                                                    | por. rez. Jerzy Nowak                    |                                          |